# Ormetica rothschildi
Ormetica rothschildi är en fjärilsart som beskrevs av Watson 1975. Ormetica rothschildi ingår i släktet Ormetica och familjen björnspinnare. Inga underarter finns listade i Catalogue of Life.